# Bakary Gassama
Bakary Papa Gassama (* 10. února 1979) je gambijský fotbalový rozhodčí. V roce 2007 se stal rozhodčím FIFA. V roce 2012 se zúčastnil olympijského turnaje, ve kterém byl čtvrtým rozhodčím zápasu o zlaté medaile mezi Mexikem a Brazílií. Působil také jako rozhodčí na turnajích Afrického poháru národů v letech 2012 a 2013 a také v kvalifikaci na Mistrovství světa ve fotbale 2014.
V březnu 2013 jmenovala FIFA Gassamu jedním z padesáti potenciálních rozhodčích pro Mistrovství světa 2014 a dne 15. ledna 2014 FIFA potvrdila, že bude jedním z 25 rozhodčích turnaje. Jeho asistenty byli Evarist Menkouandé a Felicien Kabanda. Dne 23. června 2014 rozhodoval třetí zápas skupinové fáze ve skupině B mezi Nizozemskem a Chile. Dne 8. února 2015 se zúčastnil finálového zápasu Afrického poháru národů mezi Ghanou a Pobřežím slonoviny.
Dne 27. dubna 2017 byl Gassama vybrán jako jediný rozhodčí CAF pro Konfederační pohár FIFA 2017 v Rusku. Jeho asistenty byli Jean Claude Birumushahu (Burundi) a Marwa Range (Keňa) a jako videoasistent rozhodčího byl jmenován Malang Diedhiou (Senegal). Jeho jediným zápasem v soutěži byl zápas skupiny A mezi Mexikem a Novým Zélandem dne 21. června 2017.
Dne 29. března 2018 FIFA oznámila, že Gassamu vybrala, aby soudcoval některé zápasy na Mistrovství světa ve fotbale 2018 spolu s Jeanem-Claudem Birumushahuem a Marwou Rangem coby asistenty.
V roce 2022 byl nominován i na Mistrovství světa ve fotbale 2022.